# Nepodnošljivi gnjavator
Nepodnošljivi gnjavator (eng. The Cable Guy) je američka crna komedija iz 1996. godine, a režirao ju je Ben Stiller dok glavne uloge tumače Jim Carrey, Matthew Broderick i Leslie Mann.
Film je u američkim kinima premijerno prikazan 14. lipnja 1996., a postao je poznat po tome što je za glavnu ulogu u njemu Jim Carrey dobio plaću u iznosu od 20 milijuna dolara, što je tada bio rekordan iznos isplaćen nekom komičaru. 
Nepodnošljivi gnjavator je film mračnije atmosfere u odnosu na većinu prethodnih Carreyjevih filmova i uglavnom je smatran komercijalnim neuspjehom. Unatoč tome, za ulogu u ovom filmu Carrey je 1997. dobio dvije nagrade MTV Movie Awards za najbolji komičarski nastup i najboljeg negativca kao i nagradu Blimp Award za omiljenog filmskog glumca na izboru Nickelodeon Kids' Choice Awards.

## Radnja
Jim Carrey glumi instalatera kabelske televizije koji se predstavlja kao Chip Douglas. Jednog dana dolazi instalirati kabelsku Stevenu Kovacsu (Matthew Broderick), koji se upravo uselio u novi stan nakon što je prekinuo vezu s djevojkom Robin (Leslie Mann). Nakon što mu Chip instalira kabelsku Steven se prisjeti savjeta da instalateru ponudi 50 dolara u zamjenu za besplatne programe, kojeg mu je prethodno dao prijatelj Rick (Jack Black), i lažira zanimanje za pozadinu Chipova posla. No, on to shvati preozbiljno i očajnički pokušava postati Stevenovim najboljim prijateljem te mu počinje davati savjete kako da natrag pridobije Robin, ali i ekstravagantne poklone poput televizora s velikim ekranom i vrhunskog karaoke sustava. Kada Steven odbije te poklone i Chipovo prijateljstvo, on mu odlučuje zagorčati život te mu prvo organizira da završi u zatvoru zbog navodnog primanja ukradene robe. No, i kad Stevena nakon vikenda provedenog u pritvoru puste na slobodu, Chip nastavlja gnjaviti ne samo njega već i njegovu djevojku Robin. U pozadini glavne radnje tijekom filma se pojavljuje priča o suđenju bivšem dječjem glumcu i zvijezdi televizijske serije optuženom za ubojstvo svog brata blizanca, također zvijezde iste serije (obojicu ih glumi Ben Stiller).